# COSCO Shipping Ports (Spain)
Die COSCO SHIPPING Ports (Spain) Terminals, S.L.U. (CSP Spain) ist eine spanische Holding im Bereich der Logistik. Im Jahr 2018 lag der Umsatz bei 248 Millionen Euro. Mit einem Anteil von 51 % ist COSCO Shipping Ports größter Einzelaktionär. CSP Spain ist mit seinen Beteiligungen ein führender Hafenbetreiber in Spanien und Spezialist für intermodalen Containertransport.

## Geschichte
Die Noatum Ports wurde von JP Morgan und dem niederländischen Pensionsfonds ABP gegründet, nachdem sie 2010 den Hafenbetreiber Dragados Servicios Portuarios y Logísticos (SPL) von ACS für 720 Millionen Euro erworben hatten.

## Hafenwirtschaft
Kerngeschäft sind die beiden Betreibergesellschaften in Häfen:
- CSP Iberian Bilbao Terminal S.L.
- CSP Iberian Valencia Terminal S.A.U.

Seit 2023 besitzt CMA CGM 49 % der Anteile an CSP Iberian Valencia Terminal und 38 % an CSP Iberian Bilbao Terminal.

## Güterverkehrszentren
An folgenden Betreibergesellschaften ist CPS Spain beteiligt:
- Die Conte-Rail S.A (CONTERAIL) ist ein Gemeinschaftsunternehmen mit Renfe Mercancías und betreibt seit dem Jahr 2000 das intermodale Terminal des Trockenhafens von Coslada bei Madrid.
- Die CSP Iberian Zaragoza Rail Terminal S.L. wurde 2013 gegründet, um intermodale Dienstleistungen für das Logistikzentrum Zaragoza Plaza anzubieten.

## Eisenbahn
- CSP Iberian Rail Services S.L.U.
- Logitren Ferroviaria SA („CSP Logitren“)

Das Eisenbahnverkehrsunternehmen Logitren wurde 2007 gegründet und begann seine Tätigkeit im Jahr 2010. Ursprünglich waren die Unternehmen Torrescamara und Laumar und die Ferrocarrils de la Generalitat Valenciana (FGV) Eigentümer. Seit dem Einstieg von CSP im Jahr 2022 hat das Unternehmen seinen heutigen Namen. Eigentümer sind jetzt: CSP 51,01 %, Torrescamara 33,6 % und FGV 15,39 %.
CSP Logitren verfügt über Flachwagen für Container in den Längen 19,64 m (60') und 29,60 m (90'). Sie setzt Lokomotiven der Baureihe 335 (Vossloh Euro 4000) und der Baureihe 337 (Stadler Euro 4001) ein.
Die Fahrzeughalterkennzeichnung von Logitren ist LGTRN.